# Richard Schiff
Richard Schiff (Bethesda, Maryland, Estats Units, 27 de maig del 1955) és un actor còmic estatunidenc, conegut sobretot pel seu paper de Toby Ziegler a la sèrie de televisió The West Wing, que li va suposar guanyar un Premi Emmy. També s'estrenà com a director d'un episodi d'aquesta sèrie. Apareixerà també a la propera seqüela de la pel·lícula Ted, prevista per al 2015.

## Biografia
Schiff, el segon de tres fills, va néixer a Bethesda, Maryland. Fill de Charlotte, una executiva de televisió i publicitat, i Edward Schiff, un advocat immobiliari, que es van divorciar quan Schiff tenia 12 anys. Va deixar l'institut però més tard va obtenir un diploma equivalent. Va estudiar un temps al The City College of New York (CCNY) el 1973, però no tenia gaire interès i no es va presentar als exàmens finals. Es va mudar a Colorado on va treballar com a empleat forestal esbrossant la muntanya. Va tornar a Nova York el 1975 on va tornar a estudiar actuació en el CCNY i va ser acceptat eventualment al programa de teatre.
Schiff va conèixer a la seva esposa Sheila Kelley durant les audicions d'"Antigone", el 1993. Es van casar el 1996 i tenen un fill anomenat Gus i una filla anomenada Ruby.
És membre de tota la vida del partit demòcrata. Va donar suport a la candidatura de Barack Obama en les eleccions presidencials nord-americanes de 2008. Prèviament havia recolzat al senador Joe Biden fins a la caiguda d'aquest.

### Carrera
Inicialment Schiff era poc inclinat a actuar i va estudiar direcció. Va dirigir multitud d'obres fora del circuit de Broadway, incloent "Antigone" el 1983 amb una acabada de graduar Angela Bassett. A mitjans dels 80 (segons Schiff), va superar les seves reticències i va decidir provar d'actuar. Com a resultat tenim múltiples personatges tant en televisió com al cinema. Va ser vist per Steven Spielberg en un episodi de la sèrie dramàtica High Incident, per la qual cosa li va oferir actuar en la seqüela El món perdut: Jurassic Park (1997). La seva carrera va començar a escalar fins a co-protagonitzar The West Wing en el paper de director de comunicacions Toby Ziegler, paper que al principi no li agradava sobretot pel fet d'estar lligat a una sèrie però gràcies al productor de la sèrie Thomas Schlamme i d'haver vist en l'audició a Allison Janney Schiff va acceptar.
El 1995 Schiff va guanyar reconeixement representant a l'advocat de Kevin Spacey en Se7en. El 1996 va actuar com a estrella convidada a "Urgències" (temporada 2, episodi 17). També va aparèixer en "Policies de Nova York" a l'any següent. El 1996 va interpretar un fiscal corrupte en "City Hall" al costat d'Al Pacino. Recomanació de Pacino va ser la seva contractació per a aquest paper i John Cusack. També va interpretar al costat de Eddie Murphy el remake de "Dr. Dolittle" el 1998. Altres interpretacions són: Robert Laurel Smith el 1998 ("The Pentagon Wars"), Don Beiderman en "Deep Impact", i en un episodi de "Becker" durant la primera temporada. El 2001 va participar en la pel·lícula "What's de Worst that could happen?".
El 2004 va interpretar al productor Jerry Wexler en la pel·lícula Ray que li donaria més tard un Oscar a Jamie Foxx.
Després de treballar durant sis temporades en l'Ala Oest, Schiff decideix abandonar The West Wing' ja sense el guionista original Aaron Sorkin, ja que el paper de Richard "Toby" va començar a decaure fins al punt que va provocar la seva sortida del programa. Si bé va aparèixer en un parell d'episodis, el paper de Richard va ser esborrat fins a l'últim episodi on el president Barlet (Martin Sheen) l'indulta.
L'any 2006 seguint el seu somnis de fer cinema treballa en una pel·lícula anomenada Civic Duty al costat de Peter Kraust.
Schiff fa un cameo memorable interpretant-se a si mateix en el final de la segona temporada d' Entourage. L'escena mostra a Schiff menjant amb el seu agent Ari Gold, mentre li indica que desitja interpretar pel·lícules d'acció.
El 2006 va actuar en "Underneath the Lintel" una obra de teatre als Estats Units i posteriorment en el teatre Duchess de Londres. També va aparèixer en el xou de Simon May a la BBC Radio Five Live parlant llargament sobre les seves aparicions en L'Ala Oest i el seu nou projecte en el West End. El 2007 va aparèixer com "Philip Cowen" en la temporada final de "Burn Notice". El 5 de gener de 2008 la BBC Radio 4 va emetre Underneath the Lintel, interpretat per Schiff. També va aparèixer en Talley's Folly de Lanford Friedman en el teatre McCarter Center a Princeton, Nova Jersey, la tardor de 2008. Més tard, aquell any, Schiff va coprotagonitzar ai és tard per enamorar-seeamb Dustin Hoffman i Emma Thompson, i "Another Harvest Moon" amb Ernest Borgnine.
Schiff ha interpretat a Charles Fischer en Terminator: The Sarah Connor Chronicles en la temporada 2, episodi "Complications". El seu personatge era un col·laborador de Skynet i traïdor a la resistència. Va ser enviat cap enrere en el temps als nostres dies com recompensa pels serveis prestats a Skynet. Recentment ha actuat com un rabí ortodox en un episodi de "In plain Sight" amb l'antiga companya de repartiment de l'Ala Oest Mary McCormack. El 2008 va coprotagonitzar pel·lícules com "Imagine that" amb Eddie Murphy i "Solitary Man" amb Michael Douglas i Susan Sarandon. A mitjans de 2010 estrena We want sex títol que va ser canviat a Made in Dagenham, una pel·lícula basada en la vaga de 1968 en la planta d'automòbils Ford Dagenham coprotagonitzada per l'actor Bob Hoskins. entre d'altres.
El 2011 participa en la segona pel·lícula de Johnny English titulada Reborn. Durant aquell any fa molta televisió i diferents aparicions com és el cas de Up All Night, The Cape i una pel·lícula per la TNT anomenada Inocent amb Bill Pullman com a protagonista. El 2012 va acceptar el paper en la sèrie de The Show Time titulada House of Lies i protagonitzada per Don Cheadle, amic de Richard.
Va interpretar el Rei Leopold en One Upon a Time en dos capítols. Schiff va dir que van ser els seus fills qui van decidir la seva aparició en la sèrie, ja que van quedar-ne encantats. En alguna entrevista li van preguntar si alguna vegada havia fet de rei i només va respondre "en el meu llit".
També s'estrena Knife Fight una pel·lícula on retroba el seu company de The West Wing, Rob Lowe. Va ser presentada a Triveca, festival de cinema independent creat per l'actor Robert De Niro.
Fa una aparició en el final de temporada de Navy: recerca criminal com un terrorista que tracta de venjar la mort del seu fill i que posa a treballar a Mark Harmon per capturar-lo.
El 2016 apareix en la sèrie de televisió Dirk Gently's Holistic Detective Agency.

## Filmografia

### Cinema
| Any  | Títol                                      | Paper                           | Notes        |
| ---- | ------------------------------------------ | ------------------------------- | ------------ |
| 1992 | Malcolm X                                  | Reporter JFK                    |              |
| 1992 | El guardaespatlles (The Bodyguard)         | Skip Thomas                     |              |
| 1993 | La meva vida (My life)                     | Bill Ivanovich, de jove         |              |
| 1994 | El gran salt (The Hudsucker Proxy)         | Mailroom Screamer               |              |
| 1994 | Speed                                      | Conductor de tren               |              |
| 1995 | Tank Girl                                  | Trooper in Trench               |              |
| 1995 | Encanteri a la ruta maia (Rough Magic)     | Marvin Wiggins                  |              |
| 1995 | Se7en                                      | Mark Swarr                      |              |
| 1996 | City Hall: l'ombra de la corrupció         | Larry Schwartz                  |              |
| 1996 | Han arribat (The Arrival)                  | Calvin                          |              |
| 1996 | The Trigger Effect                         | Gun Shop Clerk                  |              |
| 1996 | Special Report: Journey to Mars            | Eric Altman                     | Telefilm     |
| 1996 | Michael                                    | Cambrer italià                  |              |
| 1997 | Tocat (Touch)                              | Jerry                           |              |
| 1997 | El món perdut: Jurassic Park               | Eddie Carr                      |              |
| 1998 | Dr. Dolittle                               | Dr. Gene Reiss                  |              |
| 1998 | Living Out Loud                            | Phil                            |              |
| 1998 | Deep Impact                                | Don Beiderman                   |              |
| 1998 | The Taking of Pelham One Two Three         | Mr. Green                       | Telefilm     |
| 1999 | Bojos a Alabama (Crazy in Alabama)         |                                 |              |
| 1999 | Les forces de la natura (Forces of Nature) |                                 |              |
| 2000 | Un blanc perfecte (Gun Shy)                | Elliot                          |              |
| 2000 | Whatever It Takes                          | P.E. Teacher                    |              |
| 2001 | I Am Sam                                   | Mr. Turner                      |              |
| 2002 | People I Know                              | Elliot Sharansky                |              |
| 2004 | With It                                    | Virgil LaRocca                  | Curtmetratge |
| 2006 | Civic Duty                                 | Tom Hilary                      |              |
| 2007 | Waiting                                    | John                            | Curtmetratge |
| 2008 | Mai és tard per enamorar-se                | Marvin                          |              |
| 2009 | Imagine That                               | Carl Simons                     |              |
| 2009 | Solitary Man                               | Steve Heller                    |              |
| 2009 | Another Harvest Moon                       | Jeffery                         |              |
| 2010 | The Infidel                                | Lenny Goldberg                  |              |
| 2010 | Made in Dagenham                           | Robert Tooely                   |              |
| 2011 | Johnny English Reborn                      | Titus Fisher                    |              |
| 2011 | Innocent                                   | Tommy Molto                     |              |
| 2013 | Decoding Annie Parker                      | Mr. Allen                       |              |
| 2013 | The Frozen Ground                          | Roy Hazelwood                   |              |
| 2013 | Man of Steel                               | Dr. Emil Hamilton               |              |
| 2014 | Kill the Messenger                         | Richard Zuckerman/Walter Pincus |              |
| 2014 | The Gambler                                | Jeweler                         |              |
| 2014 | Before I Disappear                         | Bruce                           |              |
| 2015 | The Automatic Hate                         | Dr. Ronald Green                |              |
| 2015 | Take Me to the River                       | Don                             |              |
| 2015 | Entourage                                  | Director                        |              |
| 2015 | Ted 2                                      |                                 |              |

## Premis i nominacions

### Premis
- 2000: Primetime Emmy al millor actor secundari en sèrie dramàtica per The West Wing

### Nominacions
- 2001: Primetime Emmy al millor actor secundari en sèrie dramàtica per The West Wing
- 2002: Primetime Emmy al millor actor secundari en sèrie dramàtica per The West Wing